# 湯之上知子
湯之上 知子（ゆのうえ ともこ、本名同じ、1983年10月28日 - ）は、日本のタレント、グラビアアイドル。京都府出身。

## 略歴
- 2010年12月までイエローキャブに所属
- 2012年9月末からオフィス斬に所属。
- 2014年3月をもってオフィス斬から所属を離れ、芸能活動休止となった。その後、2TOUCHに移籍。芸名を「知温」に改名して芸能活動を再開[2]。
- 2015年8月、2TOUCHから所属を離れると共に無期限活動休止をブログで発表[3]。
- 2017年4月から、活動再開[4]。

## 人物
- 90cmのぷにゅぷにゅボディ、キュートな笑顔の美少女アイドル。
- 尊敬する先輩は小池栄子。
- 特技は料理・ピアノ。趣味はカラオケ。
- 元エステティシャン。
- 2歳上の兄がいる[5]。
- バラエティ番組「くりぃむナントカ」において、京都弁と、バラエティ番組でのアイドルらしくない妙に冷静なリアクション、推薦人であった小池栄子が思わず床に突っ伏してしまうほど周囲に全く惑わされないマイペース振りが注目を集める。
- バラエティ番組「浜ちゃんと!」のお悩みコーナーで、以前付き合っていた彼氏に、「お前の乳首ってヴィトン色ちゃう？」と言われた事があると発言。
- 元モーニング娘。の高橋愛に似ている。

## 過去の出演

### テレビ
- ヨシモトファンダンゴTV
- 目利きSHOP!なぎら（ベターライフチャンネル、楽天ショッピングチャンネル）
- くりぃむナントカ（テレビ朝日）
- 浜ちゃんと!（ytv・日本テレビ系）
- グラビアの美少女（MONDO21）
- アドレな!ガレッジ（テレビ朝日系）
- 真券 GOLD RUSH（競輪専門TV SPEEDチャンネル、#13高知～#24奈良）※ともちゃん名義で出演[6]
- ミナミの帝王ZERO（関西テレビ）

### CM
- 宅配寿司 「銀のさら」
- パチンコ 「マルハン兵庫家（兵庫家 後妻 プレンティ店役）」[7][8]

### その他
- 「ヨシモト∞」（渋谷ヨシモト∞ホール）
- 「目利きSHOP!なぎら」（楽天ブロードバンド）
- 「100人チアガール」（イーキャリア）

### MV
- KEYTALK「YURAMEKI SUMMER」（2015年6月30日、ビクターエンタテインメント）[9]

## リリース作品

### DVD
1. 「You Know?」（ファースト2007年8月3日、竹書房）
2. 「甘い生活」（セカンド2007年11月20日、ラインコミュニケーションズ）
3. 「斬新」（2013年2月11日、キングダム）
4. 「羞恥」（2013年4月26日、キングダム）
5. 「摩天楼」（2013年6月21日、キングダム）

オムニバス作品
- 制Girls学園 Vol.2（2007年6月2日、アルバトロス） - 共演者：岸波莉穂、鈴木凛、梶浦愛子